# 吉田ふらわ
吉田 ふらわ（よしだ・ふらわ）は日本の漫画家。女性。
かつては一般誌において「軽部華子」名義で活動。
1999年頃より成人誌において「吉田ふらわ」名義で活動していたが、2007年夏頃に「吉田あぺぢ」名義での活動も開始。
しかし2008年以降も「吉田ふらわ」名義での活動を続けているため、完全な改名か否かは未確認。

## 作品リスト

### 単行本
- 一般コミック（軽部華子名義）
  - くみちゃんのおつかい（1999年9月） 朝日ソノラマ
- 成年コミック（吉田ふらわ名義）
  - Flower Flower Jam (1999年11月) 桜桃書房
  - edible flower (2001年10月) 桜桃書房
  - 近親ポルノ （2003年5月） 桜桃書房
  - FLOWER COMPLEX (2003年12月) 桜桃書房
  - ふらわぁEXぷれす (2005年8月) オークス
  - 近親トライヴ　(2009年3月) オークス

- 未単行本化作品
  - 一般作品（吉田ふらわ名義）
    - ダブルリッチミルク（2007年9月30日）チャンピオン烈vol.8
    - ダブルリッチミルクおかわり（2007年11月25日）チャンピオン烈vol.9
    - とっても☆ダブルリッチミルク（2008年1月25日）チャンピオン烈vol.10
    - ぬぅぬぅ倶楽部（2008年5月25日）チャンピオン烈vol.12
    - ＋－０（2008年9月25日）チャンピオン烈vol.14
    - 庭師に花束を（2008年11月30日）チャンピオン烈vol.15　
    - 病姫（2009年5月25日）チャンピオン烈vol.18